# Димбу-Маре
Димбу-Маре (рум. Dâmbu Mare) — село у повіті Клуж в Румунії. Входить до складу комуни Міка.
Село розташоване на відстані 344 км на північний захід від Бухареста, 49 км на північний схід від Клуж-Напоки.

## Населення
За даними перепису населення 2002 року у селі проживали 97 осіб, з них 93 особи (95,9%) румунів. Рідною мовою 94 особи (96,9%) назвали румунську.